# چارنه دولنه
چارنه دولنه (به لهستانی:  Czarne Dolne) یک روستا در لهستان است که در گمینا گاردیا واقع شده‌است. چارنه دولنه ۵۰۰ نفر جمعیت دارد.